# Četrtna skupnost Posavje
Četrtna skupnost Posavje je ožja enota Mestne občine Ljubljana.
Območje Četrtne skupnosti Posavje zajema severne predele Ljubljane oziroma nekdanje primestne vasi na desnem bregu Save: Ježica, Savlje, Kleče, Mala vas in Stožice, ki obsegajo osrednji del Ljubljanskega Posavja ter novejše blokovsko naselje BS 7- Bratovševa & Glinškova ploščad z neposredno okolico.  
Meri 905 ha in ima 9.901 prebivalcev (2020).  
Četrtna skupnost Posavje meji s Četrtnimi skupnostmi: Šentvid na zahodu, Šmarna gora na severu Črnuče na (severo)vzhodu, Bežigrad na jugu oz. jugovzhodu, najkrajšo mejo pa ima s Šiško in Dravljami na jugozahodu. 
Četrtna skupnost Posavje je nastala z združitvijo nekdanjih krajevnih skupnosti: Ježica, Stožice, Savlje-Kleče, 7. september in Urške Zatler. Sedež je na Bratovževi ploščadi 30.
Četrtna skupnost Posavje leži približno pet kilometrov od središča Ljubljane. Je ena izmed najbolj zelenih četrtnih skupnosti v Mestni občini Ljubljana. Četrtno skupnost na severo-vzhodu omejuje reka Sava. Naselja so posejana na robu savske terase, na ravnini pod njo in ob Dunajski cesti. Večje naselje stanovanjskih blokov je na Bratovševi ploščadi, Glinškovi ploščadi in Mucherjevi ulici. Soseska se imenuje BS 7 (pogovorno tudi Ruski car), zgrajena je bila v 70. in 80. letih dvajsetega stoletja in ima visoko koncentracijo prebivalstva (cca. 7000 ljudi).
S centrom Ljubljane je povezana s progami mestnega avtobusa št.: 6, 6B, 8, 11, 14 in 14B. Skozi četrtno skupnost poteka tudi železniška proga Ljubljana - Kamnik z železniško postajo Ljubljana - Ježica.
V Četrtni skupnosti Posavje so zgoščene družbene ustanove: pošta, banke (NLB, Delavska hranilnica), več različnih trgovin, gostilne, kavarne, slaščičarne, pekarne, lekarna, vrtec, osnovna šola Danile Kumar, Mestna knjižnica Ljubljana - enota Glinškova ploščad, kopališče - ljubljanska mestna plaža Laguna, Prosvetni kulturni dom Savlje, gasilski dom Ježica, gasilski dom Stožice,...
Na Ježici ob Savi leži edini avtocamp v Mestni občini Ljubljana, avtocamp Ježica. Razprostira se na 3 ha in ima 177 parcel. 
V naselju Stožice se nahaja Hipodrom Stožice, ki leži med Savo in ljubljansko obvoznico, oziroma novim stadionom Stožice. 

## Referendum in ustanovitev Četrtne skupnosti
Leta 1994 je nov Zakon o lokalni samoupravi, v svojem 19. členu določil, da se na območju občine lahko ustanovijo ožji deli občin (krajevne, vaške ali četrtne skupnosti), ter da mora pri členitvi občinski svet upoštevati zemljepisne, zgodovinske, gospodarske, upravne, kulturne in druge značilnosti območja.  
Notranja členitev Ljubljane se je pričela z referendum, ki je potekal 15. 10. 2000. Izid referenduma je določal ime četrti in pravni položaj. Volivci so na področju Posavja večinsko glasovali za četrt Posavje, ki naj bo pravna oseba. Na podlagi referendumskih rezultatov je bil 22. 3. 2001 spremenjen Statut Mestne občine Ljubljana.

## Svet četrtne skupnosti
Organ četrte skupnosti je svet, ki ga izvolijo volilni upravičenci s stalnim prebivališčem na območju četrtne skupnosti. 
Mandat 2006 - 2010 
Na rednih volitvah, dne 22. 10. 2006, se je volilo 13 svetnikov v Svet Četrtne skupnosti Posavje (volitev se je udeležilo 60,88 % volilnih udeležencev). Posamezne liste so prejele naslednje število mandatov: SD - Socialni demokrati 3, LDS - Liberalna demokracija Slovenije 5, Zeleni Slovenije 1, Slovenska demokratska stranka 3 in NSi – Nova Slovenija 1.
Svet Četrtne skupnosti Posavje v tretjem mandatu se je konstituiral dne 27. 11. 2006. Svetniki so izvolili predsednika sveta (Drago ČERNOŠ - LDS) in dva podpredsednika (Miha NOVAK– Nsi in Peter HORVAT - SDS).
Mandat 2010 - 2014
Na rednih volitvah, dne 10. 10. 2010, se je volilo 13 svetnikov v Svet Četrtne skupnosti Posavje (volitev se je udeležilo 47,16 % volilnih udeležencev). Posamezne liste so prejele naslednje število mandatov: LDS - Liberalna demokracija Slovenije 1, NSi – Nova Slovenija 1, SDS - Slovenska demokratska stranka 2, DeSUS – Demokratična stranka upokojencev Slovenije 1, SD - Socialni demokrati 2, Lista Zorana Jankovića 6.
Svet Četrtne skupnosti Posavje v četrtem mandatu se je konstituiral dne 09. 11. 2010. Svetniki so izvolili predsednico sveta (Kristina Karmen JEKLIC - Lista Zorana Jankovića) in podpredsednico sveta (Lidija Helena JAVORNIK - DeSUS).
Mandat 2014 - 2018
Na rednih volitvah, dne 05. 10. 2014, se je volilo 13 svetnikov v Svet Četrtne skupnosti Posavje (volitev se je udeležilo 38,52 % volilnih udeležencev). Posamezne liste so prejele naslednje število mandatov: LZJ – Lista Zorana Jankovića 7, SMC – Stranka Mira Cerarja 2, SDS - Slovenska demokratska stranka 2, SD - Socialni demokrati 1, NSi – Nova Slovenija 1.
Svet Četrtne skupnosti Posavje v petem mandatu se je konstituiral dne 25. 11. 2014. Svetniki so izvolili predsednika sveta (Amir CRNOJEVIĆ - LZJ) in podpredsednika sveta (Miha NOVAK - NSi).